# Deacon

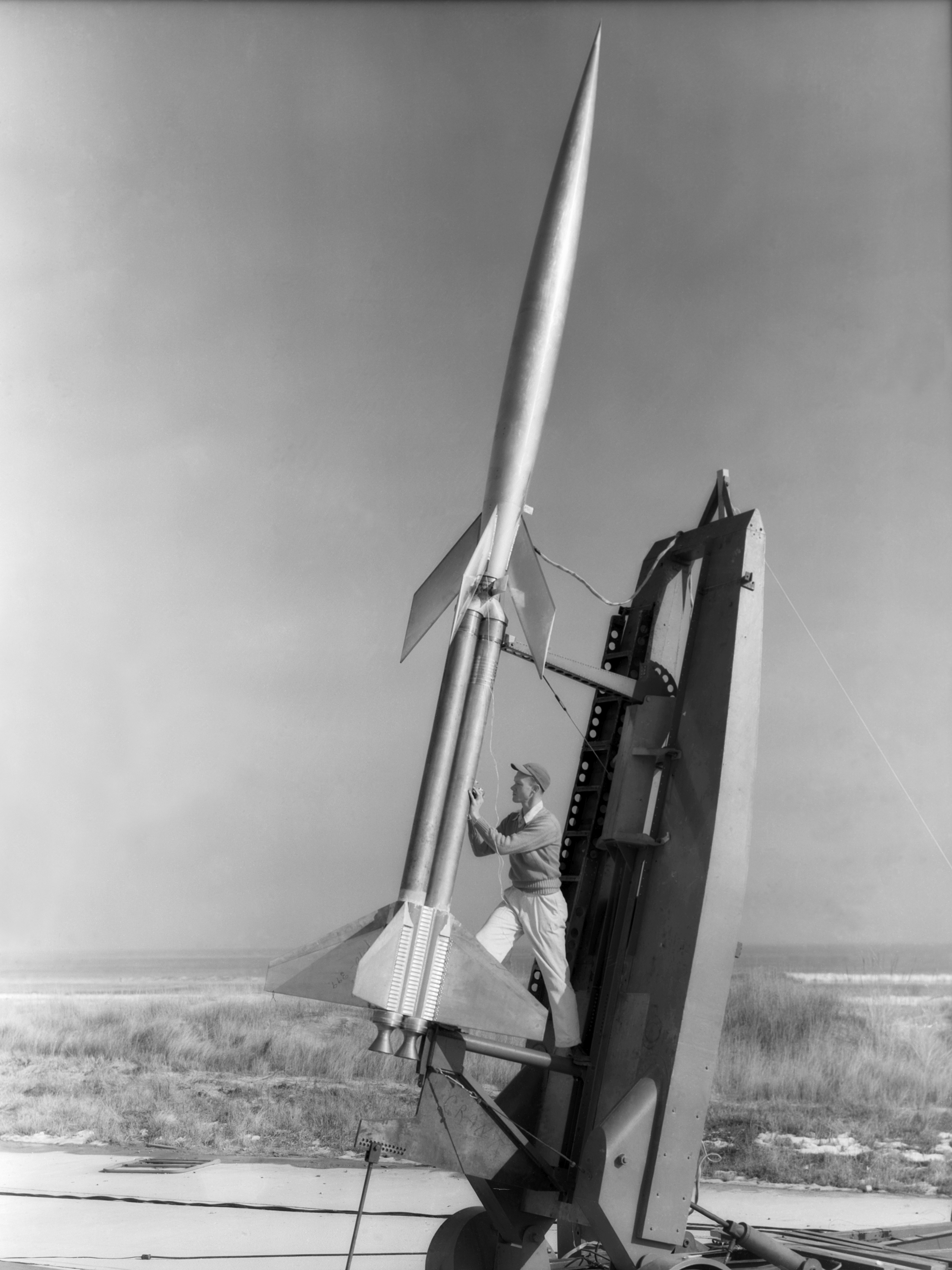
Um Double Deacon antes do lançamento.

Deacon - foi a designação de um foguete de sondagem norte-americano. O Deacon foi lançado 90 vezes de 1947 a 1957 de Wallops Island. O Deacon tem um apogeu de 20 km e a capacidade máxima de carga útil de 17 kg. O empuxo de partida do Deacon chegava a 27 kN, a massa na partida era de 93 kg, o diâmetro era de 0,16 m e a altura 3,28 m.

## Triplo Deacon
O Triplo Deacon era uma versão de um estágio com três foguetes Deacon combinados em "penca". Cinco lançamentos desse modelo ocorreram a partir da Wallops Flight Facility ocorreram entre 1953 e 1954.